# Templo de Aba, Nigeria
El Templo de Aba es uno de los templos construidos y operados por la Iglesia de Jesucristo de los Santos de los Últimos Días, el número 121 construido por la iglesia y el tercer templo SUD construidos en el continente africano, ubicado en la avenida Okpu-Umuobo en las afueras de la ciudad de Aba. 
Al templo asisten fieles repartidos en 70 estacas, uno de los templos con el mayor número en su distrito a nivel mundial. Atendiendo a la necesidad de cubrir las ceremonias de los fieles de la capital nigeriana, la iglesia anunció en 2022 la construcción de tres templos nuevos en el país.

## Dedicación
El templo SUD de la ciudad de Aba fue dedicado para sus actividades eclesiásticas el 7 de agosto de 2005 por el entonces presidente de la iglesia, Gordon B. Hinckley. Antes de ello, del 18 de junio al 2 de julio del mismo año, la iglesia permitió un recorrido público de las instalaciones y del interior del templo al que asistieron más de 68.000 visitantes incluyendo miembros mormones, líderes de la iglesia, jefes tribales de la zona y líderes del gobierno. Solo miembros de la iglesia e invitados asistieron a la ceremonia de dedicación, que incluye una oración dedicatoria.

## Características
El templo de Aba exhibe una arquitectura clásica de otros templos SUD con un pináculo sobre el cual se asienta una estatua del ángel Moroni. El exterior del templo está reforzado con granito perla proveniente de Namibia y construido por africanos con materiales de África. El templo de Aba está construido en un terreno de 25,000 m² en las afueras de Aba a lo largo del río Ogbor. Fue preciso construir un puente y una carretera sobre el río para que se pudiera acceder al templo. Tiene un total de 1.630 metros cuadrados de construcción, y cuenta con dos salones para ordenanzas SUD y dos salones de sellamientos matrimoniales.
Al templo, por su cercanía a las comunidades, también asisten miembros provenientes del interior de Nigeria, incluyendo Lagos, Benin City y otras ciudades del estado Edo, Calabar y otras ciudades de la región de Cross River, Owerri y otras ciudades del estado de Imo y Port Harcourt.